# Zombie Plane
Zombie Plane es una próxima película australiana de comedia de acción dirigida por Lav Bodnaruk y Michael Mier sobre los esfuerzos de una organización gubernamental para prevenir un brote de zombis utilizando celebridades de alto perfil. Está protagonizada por Chuck Norris, Vanilla Ice y Sophie Monk como versiones ficticias de ellos mismos. Un comunicado de prensa sobre la película afirmó que «utiliza la comedia, el género zombi y la nostalgia de los 90 como vehículo para comentar sobre la cultura pop tanto como para alimentarla».

## Argumento
El agente encubierto Vanilla Ice, que se entrenó con el comandante Chuck Norris, usa su conjunto de habilidades para enviar un avión invadido por no-muertos antes de que aviones de combate puedan neutralizarlo para salvar a la humanidad de un brote zombi.

## Reparto
- Chuck Norris como comandante Chuck Norris.
- Vanilla Ice como Agente Vanilla Ice.
- Sophie Monk como Sophie Monk.

## Producción y comercialización
The Hollywood Reporter y Entertainment Weekly anunciaron conjuntamente el 16 de octubre de 2023 que Chuck Norris, Vanilla Ice y Sophie Monk se interpretarían a sí mismos en Zombie Plane, una película de comedia de acción dirigida por los cineastas australianos Lav Bodnaruk y Michael Mier. THR también señaló que la película incluiría cameos de celebridades adicionales, así como «una banda sonora pop de los 90 que incluye pistas del propio Ice».
La película había terminado de rodarse en Brisbane a principios de 2023, «principalmente en un avión de 60 metros de largo especialmente diseñado», como informó THR el 1 de noviembre de 2023. Mier dijo que la idea de la película se inspiró en un episodio de TMZ que el guionista William Strong había visto, en el que Ice le dijo al periodista que algún tipo de riesgo biológico había provocado que su vuelo fuera suspendido. El guion emplea un humor autorreferencial que «se burla sin piedad de sus estrellas principales»: por ejemplo, Monk pasa una cantidad considerable de tiempo burlándose de la carrera de Ice en la película, en un momento refiriéndose a él como «un one-hit wonder y una estrella del pasado». Además, Mier reveló que casi había desinfectado el uso intensivo en la película de la palabra «fuck» (una de las cuales se pronuncia «con picardía» hacia un personaje de ocho años), tal como lo exigen los censores estadounidenses, pero que habían reconsiderado su decisión y le permitió mantenerlo en la película.
La película fue promocionada en el American Film Market (AFM) en noviembre de 2023, así como en la sección Marché du Film del Festival Internacional de Cine de Cannes de 2024.